# Personifikacja rzymska
Personifikacja rzymska – przypisanie postaci ludzkich czemuś, co człowiekiem nie jest, szczególnie często występujące na rewersach monet rzymskich. Wykorzystywano tu często postaci z panteonu bóstw mitologii rzymskiej.
Przykłady:

- Abudantia – obfitość
- Aequitas – równość, sprawiedliwość
- Aeternitas – wieczność, trwałość
- Annona – plony, zbiory
- Canens – śpiew
- Clementia – łagodność, łaskawość
- Concordia – zgoda i harmonia
- Constantia – stałość, stabilność
- Disciplina – dyscyplina, karność
- Fecunditas – płodność, żyzność
- Felicitas – szczęście, pomyślność
- Fides – wierność, lojalność
- Fortuna – powodzenie, szczęście
- Genius – geniusz (duch opiekuńczy)
- Hilaritas – radość, wesołość (wesele)
- Honos – honor i cześć
- Indulgentia – pobłażliwość
- Iustitia – sprawiedliwość
- Iuventas – młodość
- Laetitia – piękno, wesołość
- Liberalitas – łaskawość i hojność
- Libertas – wolność, swoboda
- Moneta – pieniądz
- Necessitas – przymus, konieczność
- Nobilitas – szlachetność, dostojność
- Ops – zamożność, bogactwo
- Patientia – cierpliwość
- Pax – pokój, ład
- Perpetuitas – ciągłość, trwanie
- Pietas – pobożność, sumienność
- Pudicitia – skromność i czystość
- Providentia – przezorność, roztropność
- Salus – zdrowie
- Securitas – bezpieczeństwo i ufność
- Spes – nadzieja
- Ubertas – pełnia, zasobność
- Veritas – prawda
- Victoria – zwycięstwo
- Virtus – męstwo, odwaga